# John Hassall
John Hassall (17 de fevereiro de 1981, Londres) é um músico e baixista inglês da banda de rock The Libertines. Ele agora toca com sua nova banda, Yeti.
Hassall se inspirou a tocar música quando ele pesquisou alguns discos na coleção de LPs de seus pais e encontrou uma cópia do disco Revolver, dos Beatles. Depois disso, foi comprar toda a discografia da banda pela ordem cronológica, com mais ou menos dois discos comprados ao ano. Declarou que se não fosse pelos Beatles, não estaria tocando hoje, seus discos fizeram pegar gosto pela guitarra.
Enquanto estava no Highgate School, onde estudava ao lado de Johnny Borrell, do Razorlight, John montou uma banda e começou a tocar baixo. Ele mesmo falou que prefere tocar baixo a guitarra, pois pensa que o baixo é um instrumento mais instigante.
Tocou em várias bandas durante alguns anos e nenhuma delas vingou, até conhecer Pete Doherty. Um dia Pete o convidou para a casa de sua mãe após um amigo comum tê-lo dito sobre o talento musical de John. É dito que Pete estava intrigado não só por John ter talento, como por ter seu próprio instrumento (como um baixo Rickenbacker e amplificadores decentes). No dia seguinte, Doherty o chamou pra sua casa de novo, mas dessa vez com seu amigo Carl Barât, e os três fizeram uma jam session. Pra tocar bateria na primeira gravação deles, o trio escalou Paul Dufour. Os Libertines, na sua formação original, tocaram em várias casas noturnas de Londres durante dois anos, mas duraram só até a metade de 2001, quando Dufour saiu por problemas financeiros e Hassall deixou a banda por causa do colégio. Hassall foi chamado novamente para tocar baixo na banda quando eles assinaram com a Rough Trade em dezembro de 2001. Continuou a tocar com a banda até ela acabar, no fim de 2004.